# Balatonlelle
Balatonlelle är en stad och kommun i distriktet Fonyód i provinsen Somogy i Ungern. Den ligger vid Balatonsjön, cirka 129 kilometer sydväst om Budapest. Kommunen har 4 904 invånare (2024), på en yta av 43,23 km².